# James Dickey (cestista)
James Dickey III (Raleigh, 28 novembre 1996) è un cestista statunitense.